# Биржанколь
Биржанколь (каз. Біржанкөл) — озеро, расположенное на территории Баянау́льского госуда́рственного национа́льного приро́дного парка в 26 км от села Баянаул. На западном берегу озера расположен одноимённый аул. Северная и восточная части озера песчаные, южная и западная части сложены из камней-лепёшек.
Питание озера происходит от впадающей в него речки, которая берёт начало в горах, питаясь талыми водами. Летом она пересыхает, в сезон дождей наполняется. Каждые 7-8 лет в озере резко поднимается уровень воды. Между резкими подъёмами воды уровень опускается на 2-2,5 метра.
Диаметр — 800 м. Площадь — 1256 м². Длина береговой линии — 2512 м. Наибольшая глубина — 8 м. Средняя глубина — 3,6 м.
Данное озеро представляет, как и Торайгыр, интерес для рыболовов. В нём водится сазан, карп, карась. Рыбалка возможна только на Восточном берегу, так как этому благоприятствует ландшафт. По берегам произрастает камыш и осока. Водится ондатра.
Своё название озеро получило от казахских слов. Бір — один, жан — душа, көл — озеро. В переводе название означает «Озеро одной души».

## Галерея
- Вечерний вид на Биржанколь
- Вид на Биржанколь